# Coronation Island
Coronation Island (mitunter als Coronation-Insel eingedeutscht, in Argentinien Isla Coronación) ist eine zu den Südlichen Orkneyinseln gehörende Insel im Südlichen Ozean. Sie befindet sich knapp innerhalb des durch den Antarktisvertrag geschützten Territoriums.
Die Insel ist ungefähr 40 km lang, zwischen 5 und 13 km breit und mit 450 km² Fläche die größte der Südlichen Orkneyinseln. Sie ist zu etwa 85 % vergletschert und erreicht im Mount Nivea eine Höhe von bis zu 1.265 m über dem Meer.
Die Insel wurde im Dezember 1821 vom amerikanischen Robbenjäger Nathaniel Palmer und dem britischen Kapitän George Powell (1794–1824) entdeckt. Powell ehrte mit dem Namen Coronation (Krönung) seinen Landesherren Georg IV., der 1821 zum König Großbritanniens gekrönt wurde.
Die britische Schutzhütte Sandefjord Bay an der Westspitze der Insel wurde am 12. Februar 1945 auf Kies errichtet. 1956 wurde sie abgebrochen.